# 奴可郡
奴可郡（日语：／ Nuka gun */?）是過去屬於備後國的郡。已於1898年10月1日與三上郡、惠蘇郡合併為比婆郡。過去的轄區現已全數被併入庄原市。
郡名是源自「ぬかるみの多い土地」（多泥濘的土地）的意思。

## 歷史

### 年表
- 1889年4月1日：實施町村制，奴可郡下轄：小奴可村、久代村、西城村、帝釋村、田森村、東城村、美古登村、八鉾村、八幡村。（9村）
- 1898年2月10日：（2町7村）
  - 西城村改制為西城町。
  - 東城村改制為東城町。
- 1898年10月1日：三上郡、惠蘇郡、奴可郡合併為比婆郡。